# Sofia Mattsson (actrice)
Pour les articles homonymes, voir Sofia Mattsson et Mattsson.
Sofia Mattsson est une actrice suédoise née le 24 juin 1991 à Stockholm (Suède).

## Biographie
Elle est la sœur de l'actrice Helena Mattsson, et de Mia Mattsson.

## Filmographie
- 2013 : Two and a Half Men : Inga
- 2013 : Total White Guy Move : Kristen
- 2013 : NCIS : Enquêtes spéciales : Jessica
- 2013 : Perception : Etudiante
- 2013 : Jacked Up : Natalie
- 2012-2013 : Campus Security : Natasha Williams
- 2014 : Unstrung : Ninotchka
- 2015 : Jurassic City : Stephanie
- 2015 : Drive Share : Sofia
- 2017 : Adrenochrome : Jenny
- 2017 : LoveJacked : Skye
- 2017 : StartUp : Milla
- 2018 : La Femme secrète de mon Mari (My Husband's Secret Wife) : Cat
- 2018 : Quand le passé ressurgit... (Long Lost Daughter) : Michelle Jacobs
- 2018-…  : General Hospital : Sasha Gilmore
- 2019 : Gothic Harvest : Amelia Boudine
- 2019 : Dans la peau de mon frère jumeau (The Wrong Husband) : Alisa

## Voix française
- Anne Tilloy[5] dans
  - 2018 : La Femme secrète de mon Mari (My Husband's Secret Wife) : Cat
  - 2018 : Quand le passé ressurgit... (Long Lost Daughter) : Michelle Jacobs
  - 2019 : Dans la peau de mon frère jumeau (The Wrong Husband) : Alisa